# Zucker, Abrahams a Zucker
ZAZ (celým jménem Zucker, Abrahams, Zucker) bylo trio amerických filmových tvůrců ve složení Jim Abrahams (1944–2024), David Zucker (* 1947) a jeho bratr Jerry Zucker (* 1950). Proslavili se psaním a režírováním komediální tvorby, kde používali prvky grotesky, deadpan humoru, parodie a satiry. Velkou hvězdou se díky nim stal například Leslie Nielsen.

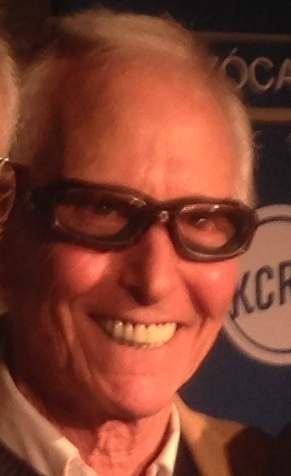
Jim Abrahams
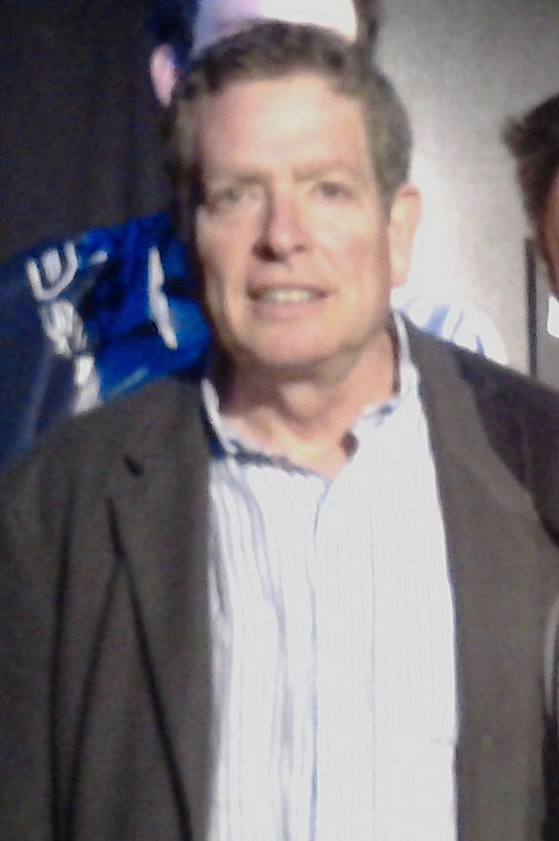
David Zucker
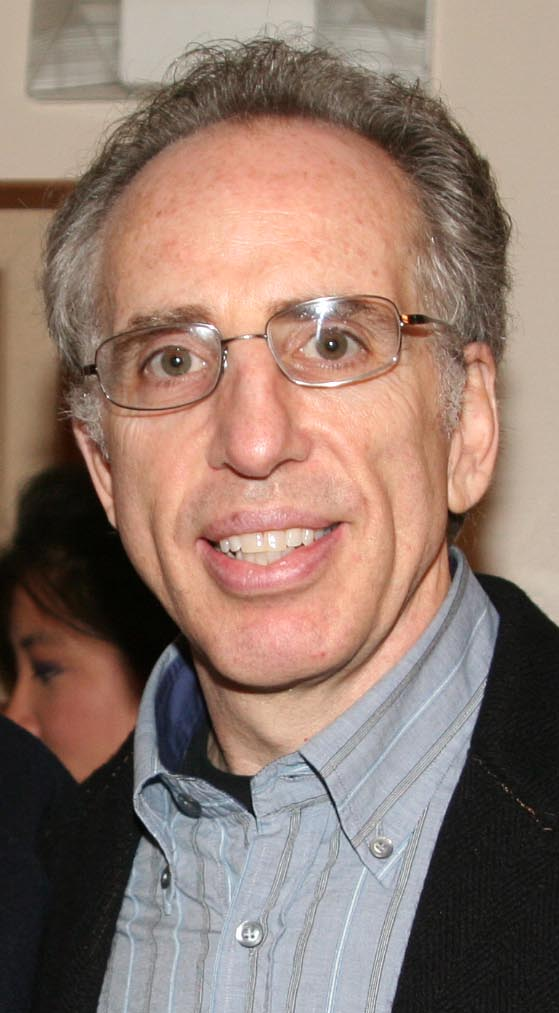
Jerry Zucker

## Biografie a dílo
Trojice se znala již od dětských let. Vyrůstali v sousedství na předměstí Milwaukee, chodili na stejnou školu, a poté, co spolu absolvovali Wisconsinskou univerzitu v Madisonu, založili komediální divadelní trio Kentucky Fried Theater (jméno je zmíněné v jejich prvním filmu The Kentucky Fried Movie). 
Poté, co natočili svůj první velký hit Připoutejte se, prosím!, se ustálili v žánrech parodie, satiry a proboření čtvrté stěny (symbolické pojmenování). Typické pro ně byly také absurdní slovní hříčky pronášené s kamennou tváří (deadpan) a vysoká hustota gagů, které často probíhaly paralelně (některé jen na pozadí scény). Světového úspěchu dosáhla jejich filmová série Bláznivá střela (původně šestidílný televizní seriál). 
Členové skupiny se uplatnili i samostatně, např. Abrahams natočil dvojici úspěšných parodií Žhavé výstřely (na Top Gun) a Žhavé výstřely 2 (primárně na Ramba III). David Zucker se později podílel např. na sérii Scary Movie (počínaje 3. dílem) a zaměřil se na ostrou satiru zejména na politiku Demokratické strany. Jerry Zucker zase natočil úspěšnou romantickou komedii Duch.

## Ocenění
- 1980: Připoutejte se, prosím! (WGA Award for Best Adapted Screenplay)